# Шеж
Cheuge (фр. Cheuge) насеље је и општина у источном делу централне Француске у региону Бургоња, у департману Златна обала која припада префектури Дижон.
По подацима из 2011. године у општини је живело 115 становника, а густина насељености је износила 12,95 становника/km². Општина се простире на површини од 8,88 km². Налази се на средњој надморској висини од 199 метара (максималној 242 m, а минималној 193 m).

## Демографија
| 1962. | 1968. | 1975. | 1982. | 1990. | 1999. | 2011. |
| ----- | ----- | ----- | ----- | ----- | ----- | ----- |
| 41    | 59    | 73    | 113   | 127   | 115   | 115   |

График промене броја становника у току последњих година